# Миддлтон, Энн
Энн Миддлтон (англ. Anne Middleton, 18 июня 1940 — 23 ноября 2016, Беркли, Калифорния) — американский медиевист и профессор английского языка имени Флоренс Грин Биксби в Калифорнийском университете в Беркли. 
Миддлтон специализировалась на изучении Чосера, Ленгленда и Гауэра. В 1966 году она получила докторскую степень в Гарвардском университете под руководством Мортона У. Блумфилда, написав диссертацию о прозаическом стиле житий святого Мартина авторства Эльфрика Грамматика. Твердо веря в то, что государственные университеты являются общественным благом, и известная своим «жизнерадостным презрением к частным школам и их порядкам», она провела большую часть своей карьеры в сфере государственного образования, сначала работая в школьной системе Детройта, затем в Мичиганском университете и, наконец, в Беркли, где преподавала до выхода на пенсию.
Миддлтон была известна как «титаническая фигура в среднеанглийской литературной науке». Её работа о Чосере, особенно «Рассказ клерка», получила высокую оценку учёных за её вклад в понимание Чосера и его аудитории. Некоторые из её эссе вошли в сборник 2013 года под редакцией Стивена Джастиса, опубликованный Ashgate, «Chaucer, Langland and Fourteenth-Century Literary History»; в том же году издательство Ohio State University Press опубликовало сборник Answerable Style, чьи статьи взяты за «критерий качества» в работах Миддлтон. Многие из материалов, опубликованных в этом томе, были представлены на конференции, проведенной в честь Миддлтон в Беркли в апреле 2008 г.
Помимо стипендии президента Калифорнийского университета, Миддлтон получала стипендии от Американского совета научных обществ, Фонда Гуггенхайма и Национального фонда гуманитарных наук (как для групповых, так и для индивидуальных исследований), а после выхода на пенсию в 2006 году была награждена премией Berkeley Citation. Она умерла во сне в ноябре 2016 года, «спустя месяц после того, как ей поставили диагноз острый миелоидный лейкоз».

## Избранные публикации
- 2013: Chaucer, Langland, and Fourteenth-Century Literary History. Edited by Steven Justice. (Ashgate).
- 2013: “Loose Talk from Langland to Chaucer.” Studies in the Age of Chaucer 35.1: 29–46.
- 2010: “Commentary on an Unacknowledged Text: Chaucer’s Debt to Langland.” The Yearbook of Langland Studies 24: 113–137.
- 1998: “Thomas Usk[англ.]’s ‘Perdurable Letters’: The ‘Testament of Love’ from Script to Print.” Studies in Bibliography 51: 63–116.
- 1997: “Acts of Vagrancy: the C Version ‘Autobiography’ and the Statute of 1388.” Written Work: Langland, Labor, and Authorship. Edited by Steven Justice and Kathryn Kerby-Fulton (University of Pennsylvania Press), 208–317.
- 1990: “Life in the Margins, or, What's an Annotator to Do?” Library Chronicle of the University of Texas 20.1–2: 166–183.
- 1990: “William Langland’s ‘Kynde Name’: Authorial Signature and Social Identity in Late Fourteenth-Century England”. Literary Practice and Social Change in Britain, 1380–1530. Edited by Lee Patterson (University of California Press), 15–82.
- 1987: “The Passion of Seint Averoys [B. 13.91]: ‘Deuynyng’ and Divinity in the Banquet Scene.” The Yearbook of Langland Studies 1: 31–40.
- 1982: “The Audience and Public of Piers Plowman.” Middle English Alliterative Poetry and Its Literary Background. Edited by David Lawton (D.S. Brewer), 101–154.
- 1982: “Narration and the Invention of Experience: Episodic Form in Piers Plowman.” The Wisdom of Poetry: Essays in Early English Literature in Honor of Morton W. Bloomfield. Edited by Larry Dean Benson and Siegfried Wenzel. (Medieval Institute Publications), 91–122.
- 1978: “The Idea of Public Poetry in the Reign of Richard II.” Speculum 53.1: 94–114.